# Andrej Miklavc
Andrej Miklavc (ur. 5 czerwca 1970 w Žabnicy) – słoweński narciarz alpejski.

## Kariera
Po raz pierwszy na arenie międzynarodowej pojawił się w 1987 roku, startując na mistrzostwach świata juniorów w Sälen. Zajął tam 16. miejsce w slalomie i 35. miejsce w gigancie. Jeszcze dwukrotnie startował na imprezach tego cyklu, zajmując między innymi dziewiąte miejsce w supergigancie i slalomie podczas mistrzostw świata juniorów w Madonna di Campiglio w 1988 roku i ponownie supergigancie na mistrzostwach świata juniorów w Aleyska rok później.
W zawodach Pucharu Świata zadebiutował 6 grudnia 1992 roku w Val d’Isère, gdzie zajął 22. miejsce w slalomie. Tym samym zdobył pierwsze pucharowe punkty. Na podium zawodów tego cyklu jedyny raz stanął 26 listopada 1995 roku w Park City, wygrywając rywalizację w slalomie. W zawodach tych wyprzedził Austriaka Christiana Mayera i Włocha Fabio De Crignisa. W sezonie 1995/1996 zajął 24. miejsce w klasyfikacji generalnej, w klasyfikacji slalomu był szósty.
Wystartował na igrzyskach olimpijskich w Albertville w 1992 roku, zajmując 17. miejsce w slalomie i 24. miejsce w gigancie. Na rozgrywanych dwa lata później igrzyskach w Lillehammer zajął 10. miejsce w slalomie. Brał również udział w igrzyskach olimpijskich w Nagano w 1998 roku, jednak nie ukończył tam rywalizacji w slalomie. Był też między innymi piąty w tej samej konkurencji na mistrzostwach świata w Sierra Nevada w 1996 roku.

## Osiągnięcia

### Igrzyska olimpijskie
| Miejsce | Dzień     | Rok  | Miejscowość | Konkurencja | Czas biegu | Strata | Zwycięzcy            |
| ------- | --------- | ---- | ----------- | ----------- | ---------- | ------ | -------------------- |
| 24.     | 18 lutego | 1992 | Albertville | Gigant      | 2:06,98    | +5,97  | Alberto Tomba        |
| 17.     | 22 lutego | 1992 | Albertville | Slalom      | 1:44,39    | +5,08  | Finn Christian Jagge |
| 10.     | 27 lutego | 1994 | Lillehammer | Slalom      | 2:02,02    | +2,33  | Thomas Stangassinger |
| DNF1    | 21 lutego | 1998 | Nagano      | Slalom      | 1:49,31    | -      | Hans Petter Buraas   |

### Mistrzostwa świata
| Miejsce | Dzień     | Rok  | Miejscowość   | Konkurencja | Czas biegu | Strata | Zwycięzca           |
| ------- | --------- | ---- | ------------- | ----------- | ---------- | ------ | ------------------- |
| 31.     | 10 lutego | 1993 | Morioka       | Gigant      | 2:15,36    | +8,41  | Kjetil André Aamodt |
| 22.     | 13 lutego | 1993 | Morioka       | Slalom      | 1:40,33    | +4,96  | Kjetil André Aamodt |
| 17.     | 23 lutego | 1996 | Sierra Nevada | Gigant      | 1:58,63    | +6,13  | Alberto Tomba       |
| 5.      | 25 lutego | 1996 | Sierra Nevada | Slalom      | 1:42,26    | +1,50  | Alberto Tomba       |
| 17.     | 15 lutego | 1997 | Sestriere     | Slalom      | 1:51,70    | +3,14  | Tom Stiansen        |

### Mistrzostwa świata juniorów
| Miejsce | Dzień       | Rok  | Miejscowość          | Konkurencja | Czas biegu | Strata | Zwycięzca           |
| ------- | ----------- | ---- | -------------------- | ----------- | ---------- | ------ | ------------------- |
| 16.     | 21 marca    | 1987 | Sälen                | Slalom      | 1:50,95    | +6,41  | Roger Pramotton     |
| 35.     | 22 marca    | 1987 | Sälen                | Gigant      | 2:31,70    | +5,39  | Thomas Wolf         |
| 48.     | 27 stycznia | 1988 | Madonna di Campiglio | Zjazd       | 1:33,15    | +4,46  | Kaspar Gilgenrainer |
| 9.      | 28 stycznia | 1988 | Madonna di Campiglio | Supergigant | 1:35,26    | +1,58  | Jeremy Nobis        |
| 9.      | 30 stycznia | 1988 | Madonna di Campiglio | Slalom      | 1:42,30    | +1,65  | Stefan Szałamanow   |
| 9.      | 6 kwietnia  | 1989 | Aleyska              | Supergigant | 1:17,59    | +1,70  | Tommy Moe           |

### Puchar Świata

#### Miejsca w klasyfikacji generalnej
- sezon 1992/1993: 111.
- sezon 1993/1994: 106.
- sezon 1994/1995: 54.
- sezon 1995/1996: 24.
- sezon 1996/1997: 43.
- sezon 1997/1998: 43.
- sezon 1999/2000: 81.
- sezon 2000/2001: 74.
- sezon 2001/2002: -

#### Miejsca na podium
1. Park City – 26 listopada 1995 (slalom) – 1. miejsce